# Storia della tecnologia (Karl Marx)
Storia della tecnologia (in russo История технологии?), è un'opera di Karl Marx incompleta, più conosciuta come Quaderni di Marx sulla storia della tecnologia. L'opera rappresenta una serie di quaderni sulla storia della tecnologia, scritti da Marx fino al febbraio del 1883. La loro esistenza è stata per molto tempo sconosciuta, ma in passato sono state lette e discusse dai ricercatori marxisti. L'opera fu pubblicata per la prima volta in URSS nel 1925.

## Storia
Friedrich Engels elenca la raccolta di materiale sulla tecnologia di Marx come uno degli "specialismi" di Marx nella corrispondenza che delinea la loro divisione reciproca del lavoro intellettuale.
Marx fa direttamente riferimento ai quaderni nella sua lettera ad Engels del 28 gennaio 1863 dove dice:
(Karl Marx)
Attraverso i suoi scritti Marx fa frequenti riferimenti al suo interesse per gli sviluppi tecnologici, e queste citazioni sono integrate da affermazioni generiche come la necessità di una storia critica della tecnologia nella nota principale all'inizio del capitolo "Macchine e industria su larga scala" nel I volume de "Il Capitale":
(Karl Marx, "Il Capitale")

## Commenti
György Lukács studiò questi taccuini mentre esistevano negli archivi di Mosca e sembra riferirsi ad essi in un articolo del 1925 pubblicato in seguito in traduzione inglese sulla New Left Review, in cui criticava quello che considerava l'indebito tecnicismo di Nikolaj Bucharin. Lukács aggiunse un commento sull'importanza metodologica di questa critica alla prefazione alla nuova edizione (1967) della traduzione inglese, ad opera di Merlin nel 1971, del suo Storia e coscienza di classe. Estratti dei quaderni di Marx sono conservati presso l'Istituto Internazionale di Storia Sociale.
Nathan Rosenberg pubblicò un saggio su "Marx come studente di tecnologia" nel suo Inside the Black Box. Donald MacKenzie scrisse sul medesimo tema Marx and the Machine, originariamente pubblicato sulla rivista Technology and Culture ed in seguito ristampato anche nella raccolta di saggi - da lui curata -  Knowing Machines (1998). Amy E. Wendling scrisse a tal proposito Karl Marx on technology and alienation (2009). Lucia Pradella, nel suo studio dei quaderni londinesi di Marx, cita l'edizione trascritta di Hans-Peter Müller in tedesco.